# Kohärente Gruppe
In der Mathematik wird eine Gruppe als kohärente Gruppe bezeichnet, wenn jede endlich erzeugte Untergruppe endlich präsentiert ist. Beispiele sind virtuell polyzyklische Gruppen, freie Gruppen, Flächengruppen und Fundamentalgruppen von 3-Mannigfaltigkeiten. 